# Rhantus signatus
Rhantus signatus är en skalbaggsart som först beskrevs av Fabricius 1775.  Rhantus signatus ingår i släktet Rhantus och familjen dykare. Inga underarter finns listade i Catalogue of Life.